# Radio Liechtenstein
 (avril 2013).
Si vous disposez d'ouvrages ou d'articles de référence ou si vous connaissez des sites web de qualité traitant du thème abordé ici, merci de compléter l'article en donnant les références utiles à sa vérifiabilité et en les liant à la section « Notes et références ».
Radio Liechtenstein était la radio publique nationale de la principauté du Liechtenstein. Elle faisait partie du Liechtensteinische Rundfunk (LRF). Son siège était à Triesen. Sa diffusion s'est arrêtée le 3 mars 2025 à 8 heures due à un manque de financement de la part de l'État et à l'absence d'investisseur privé

## Histoire
Radio Liechtenstein (R.L) a été créée le 15 octobre 1938 et émettait sur 209,9 mètres ondes moyennes depuis Vaduz. Elle fut mise en sommeil en septembre 1939 en raison de difficultés financières et du début de la Seconde Guerre mondiale.
Après une période d'essai à partir dès 1991, elle est recréée en 1995 sous le nom commercial de Radio L (L pour Liechtenstein) avec un investisseur privé Peter Ritter.
En 2003 plusieurs négociations ont lieu entre le gouvernement de la principauté et Peter Ritter. Le 1er janvier 2004 la station reprend son nom de Radio Liechtenstein et est transformée en un radiodiffuseur public sous l'autorité du Liechtensteinische Rundfunk (LRF).
Elle compte en 2014, plus de 50 000 auditeurs au Liechtenstein et en Suisse alémanique (37 200 auditeurs par jour en Suisse et 12 200 au Liechtenstein).
Au second semestre 2020, RL a pour la première fois attiré plus d'auditeurs en Allemagne qu'en Suisse ou en Autriche, conséquence de la nouvelle orientation du contenu « plus de Liechtenstein » lancé depuis 2019.
En juin 2024, Radio Liechtenstein annonce sa demande d'adhésion à l'Union européenne de radio-télévision.
La population approuve la privatisation de Radio Liechtenstein via un référendum organisé en octobre 2024..
La privatisation de Radio Liechtenstein n'a pas eu lieu faute d'investisseur privé prêt à reprendre la radio, elle cessa toute diffusion le 3 mars 2025 à 8 heures.

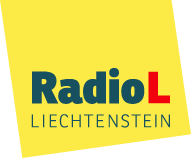
Ancien logo de Radio L

## Fréquences de diffusion

### Diffusion
Via la FM, Radio Liechtenstein était diffusée par voie terrestre via six petits émetteurs au Liechtenstein de 0,025 à 1 KW (ERP) et de deux autres petits émetteurs situés en Suisse orientale de 0,05 et 0,2 kW.
Le programme était distribué via DAB+ depuis le 29 novembre 2013 via le bloc 9D, qui a été transféré début 2017 au bloc 9B et est en construction dans le but d'une couverture nationale et dans toute la Suisse orientale. L'émetteur de Rüthi/Bismer (4,3 kW) pouvait également être reçu au Liechtenstein.
Le programme était également disponible en analogique sur les réseaux câblés de Telecom Liechtenstein, UPC Suisse et EWB Buchs et en numérique en Suisse sur Rii-Seez-Net et Swisscom TV.

### Fréquences
Radio Liechtenstein était diffusée sur l'ensemble de la principauté du Liechtenstein et est relayée dans les zones frontalières suisses et autrichiennes.
- Liechtenstein
  - Unterland : 100.2 & 106.1 MHz
  - Oberland : 96.9 MHz
  - Balzers : 88.8 MHz
  - Triesenberg : 89.2 MHz
  - Steg/Malbun : 96.6 MHz

- Suisse
  - Unteres Rheintal : 100.2 & 105.9 MHz
  - Werdenberg : 96.9 & 89.2 MHz
  - Oberes Rheintal : 106.1 MHz
  - Sarganserland : 103.4 MHz
  - Walensee : 103.4 MHz

- Autriche
  - Vorarlberg : 106.1 MHz

### Fermeture de la radio
La privatisation de la radio est votée lors d'un référendum le 26 octobre 2024. Le financement publique doit initialement courir jusqu'à fin 2025. Faute de repreneur privé, cependant, le gouvernement décide de mettre fin au financement à la fin du 1er trimestre 2025. Un report de la privatisation est auparavant demandé par RSF, sans succès. Radio Liechtenstein cesse ainsi d'émettre le 3 avril 2025 à 18 heures. La dernière chanson diffusée est The show must go on.